# Ariane 3
Ariane 3 – francuska rakieta nośna, druga rakieta serii Ariane, technologiczne usprawnienie rakiety Ariane 2 (pomimo faktu, że Ariane 3 pierwszy lot odbyła wcześniej niż Ariane 2).

## Budowa
Ariane 3 była budowana na bazie wcześniejszej rakiety Ariane 1, a także wprowadziła do użytku wiele modyfikacji zaimplementowanych w Ariane 2. Ariane 2 stanowiła centralną część Ariane 3, różnicą pomiędzy nimi była obecność dwóch rakiet pomocniczych o nazwie PAP, zasilanych paliwem stałym. Podczas kilku lotów użyto również silnika na paliwo stałe Mage 2.

## Starty
1. 4 sierpnia 1984, 13:32 GMT; s/n V-10, miejsce startu: kosmodrom Kourou (ELA-1), Gujana Francuska
Ładunek: Eutelsat 2, Telecom 1A; Uwagi: start udany
2. 10 listopada 1984, 01:14 GMT; s/n V-11, miejsce startu: kosmodrom Kourou (ELA-1), Gujana Francuska
Ładunek: Spacenet F2, Marces-2; Uwagi: start udany
3. 8 lutego 1985, 23:22 GMT; s/n V-12, miejsce startu: kosmodrom Kourou (ELA-1), Gujana Francuska
Ładunek: Arabsat 1A, Brasilsat A1; Uwagi: start udany
4. 8 maja 1985, 01:15 GMT; s/n V-13, miejsce startu: kosmodrom Kourou (ELA-1), Gujana Francuska
Ładunek: Gstar 1, Telecom 1B; Uwagi: start udany
5. 12 września 1985, 23:26 GMT; s/n V-15, miejsce startu: kosmodrom Kourou (ELA-1), Gujana Francuska
Ładunek: Eutelsat 3, Spacenet F3; Uwagi: start nieudany – nie odpalił silnik 3. członu
6. 28 marca 1986, 23:30 GMT; s/n V-17, miejsce startu: kosmodrom Kourou (ELA-2), Gujana Francuska
Ładunek: Gstar 2, Brasilsat A2; Uwagi: start udany
7. 16 września 1987, 00:45; s/n V-19, miejsce startu: kosmodrom Kourou (ELA-1), Gujana Francuska
Ładunek: Aussat A3, Eutelsat 1F4; Uwagi: start udany
8. 11 marca 1988, 23:28; s/n V-21, miejsce startu: kosmodrom Kourou (ELA-1), Gujana Francuska
Ładunek: Spacenet F3R, Telecom 1C; Uwagi: start udany
9. 21 lipca 1988, 23:12; s/n V-24, miejsce startu: kosmodrom Kourou (ELA-1), Gujana Francuska
Ładunek: Insat 1C, Eutelsat 1F5; Uwagi: start udany
10. 8 września 1988, 23:00; s/n V-25, miejsce startu: kosmodrom Kourou (ELA-2), Gujana Francuska
Ładunek: Gstar 5, SBS-5; Uwagi: start udany
11. 12 lipca 1989, 23:05; s/n V-32, miejsce startu: kosmodrom Kourou (ELA-1), Gujana Francuska
Ładunek: Olympus 1; Uwagi: start udany